# Magyar mikológusok listája
A magyar mikológusok listája a biológiai növénytan résztudományaként felfogott mikológia vagy gombatan jelesebb magyar képviselőit, a gombák rendszerezésével és leírásával foglalkozó tudósokat tartalmazza. Ugyanakkor a mikroszkopikus gombák élettanával kapcsolatos orvosi-bőrgyógyászati vagy élelmiszer-kémiai mikológia képviselői nem kaptak helyet a listában.
- Albert László
- Babos Margit (1931-2009)
- Bánhegyi József (1911–1976)
- Bäumler János András (1847–1926)
- Benedek Lajos Krisztián
- Bernátsky Jenő (1873–1944)
- Beythe István (1532–1612)
- Bohus Gábor (1914–2005)
- Bolla János (1806–1881)
- Csaba József (1903–1983)
- Csorba Zoltán (1904–1981)
- Dima Bálint
- Fodor Lívia
- Gönczöl János (1942)
- Görög Jenő (1920–1978)
- Hazslinszky Frigyes Ákos (1818–1896)
- Hegyi Dezső (1873–1926)
- Hollós László (1859–1940)
- Husz Béla (1892–1954)
- Igmándy Zoltán (1925–2000)
- Istvánffi Gyula (1860–1930)
- Jakucs Erzsébet (1950)
- Kalchbrenner Károly (1807–1886)
- Kalmár Zoltán (1912–1999)
- Kern Herman (1876–1957)
- Klein Gyula (1844–1915)
- Konecsni István (1919–1988)
- Kövics György (1954)
- László Kálmán (1900-1996)
- Locsmándi Csaba
- Mágócsy-Dietz Sándor (1855–1945)
- Mauksch Tamás (1749–1832)
- Mikes József (1913–1977)
- Moesz Gusztáv (1873–1946)
- Pál-Fám Ferenc
- Pázmány Dénes (1931-1997)
- Podhradszky János (1914-1968)
- Rimóczi Imre (1948)
- Révay Ágnes (1952-2018)
- Sadler József (1791–1849)
- Sántha Tibor
- Scherffel Aladár (1865–1939)
- Scherffel Vilmos Aurél (1835–1895)
- Schilberszky Károly (1863–1935)
- Schulzer István (1802–1892)
- Siller Irén (1954)
- Szántó Mária
- Szemere László (1884–1974)
- Szirmai János (1909-2001)
- Timár Lajos (1918–1956)
- Tóth Sándor (1918-2014)
- Tuzson János (1870–1943)
- Ubrizsy Gábor (1919–1973)
- Vajna László (1940)
- Vasas Gizella
- Vánky Kálmán (1930-2021)*
- Vörös József (1929-1991)